# 神取忍
神取 忍（かんどり しのぶ、本名：神取 しのぶ/読みは同じ、1964年〈昭和39年〉10月30日 - ）は、日本の女子プロレスラー、女子柔道家、総合格闘家、政治家。元参議院議員（2006年 - 2010年）。神奈川県横浜市磯子区出身。私立横浜学園高等学校卒業。所属団体はLLPW-X。のちに株式会社CINEMACTと業務提携をしている。

## 経歴

### 柔道家時代
帰宅部だった中学3年生（15歳）の頃に、町道場で柔道を始めた。柔道部がない女子高校に進学したため、町道場で柔道を続けた。大学・実業団入りを勧める人もあったが、組織ではなく町道場で自由にやっていたかったという。町道場は学校の柔道部と異なり厳しい体罰を受けることはなく、町道場の所属であることから柔道の総本山であった講道館からは距離を置かれていた、と神取は語っている。
その当時、日本の柔道界では講道館&全日本柔道連盟対全日本学生柔道連盟の内紛の最中であった。これは町道場対主力選手を抱える大学柔道およびOBの抗争とも言われ、首都圏で町道場を営み日本柔道界の内情に詳しい小野哲也は、講道館&全日本柔道連盟の主力メンバーは町道場勢だった、と述べている。
1983年から全日本選抜柔道体重別選手権（66kg級）3連覇、1984年世界柔道選手権大会3位、1983年の第1回福岡国際女子柔道選手権大会2位、1985年第3回福岡国際3位などの成績を収めた。
柔道で1988年ソウルオリンピックを目指すにはまだ3年という期間があり、その間柔道へのモチベーションが保てないと判断し、ソウル五輪選考を待たずにプロレスラー転向を決意する。
- 1986年に旗揚げされたジャパン女子プロレスへの入門の経緯については、周囲の勧めという説と、神取本人が履歴書をジャパン女子プロレスに送られた、と語っている文献があった[9]。2018年の文献では、もしプロレスラーをやっていなかったらトレーニングジムのインストラクターをやっていただろうと神取本人が語っている[10]
- 2021年7月14日にYoutubeぶるちゃんねるBULLCHANNELにアップロードされた動画中で、神取本人はブル中野を相手にさらに詳細なところを述懐した。
  - それによると、神取の競技引退の意向を知った柔道関係者から「性格的にもプロ向きだから、プロレスに行けよ」と言われた。神取は「相手をいかに倒すか」柔道をやっていた身として「相手の技を受ける」プロレスを斜めに見ており、プロレス入りのつもりはなかった。しかしジャパン女子プロレスという新団体が選手を募集していることを知った柔道仲間が履歴書を送ってしまい、自宅に新団体の社長から電話がかかってきたことから団体側と面会。新団体は「アマチュア選手がメダルを取ってそれで食べて行けるのか」といったところから神取に話をしてきた。結果、神取は3年間やって、次の世界に行こうという心づもりでプロレス入りしたという[2]。

世界柔道選手権幕張大会直前の『全柔連だより』1995年9月1日号に講道館内に本部を置く全日本柔道連盟から執筆を依頼された。『'95世界柔道選手権大会に期待するもの』というページに掲載され、1ページに5人、その中の1人であった。神取のメッセージは『自分の力を信じるしかないよ』と題された。同大会には直前に総合格闘技L-1で神取と対戦したグンダレンコ・スベトラーナ（ロシア）も出場していたがそのことには触れられていない。

### プロレスラー時代
1986年、新団体ジャパン女子プロレスに入門。入門直後に「ダンプ（松本）は10秒で倒せる」と発言し、その発言がヒールとして見られる要因の1つとなり、長年「プロレスを愛していない」と思われ続けた。ただ、柔道という縦社会に生きてきたことから、先輩は敬い、山本小鉄からの「プロレスはお互いの思いやりがあって成り立つ」という教えは守っていた。プロレスの基礎を山本に師事し、練習環境が新日本プロレスと提携していたため否応なしに真面目に練習に取り組んだ。柔道で実績を持つ選手ということで、神取だけ新日本の男子選手とスパーリングをさせられるなどの厳しい処遇の中でさらに技術を向上させた。柔道の習慣でつい胴着を掴むように相手選手の肉を掴んでしまい殴られたこともある。8月17日、ジャパン女子の旗揚げ戦・後楽園ホール大会にてプロデビュー。その初戦からジャッキー佐藤とのシングルマッチでメインイベンターを務め、ジャパン女子の「四天王（ジャッキー佐藤・ナンシー久美・風間ルミ・神取）」の一角としてデビュー即団体の看板レスラーとなった。

#### 「心が折れる」出来事
しかし、その後、神取の目の負傷に端を発したジャッキーとのトラブルからジャッキーへの不信感を募らせた。1987年7月6日の試合でジャッキーの攻撃が負傷箇所にヒットした事で、怒りは最高潮に達し「そのつもりなら、そういう試合をしましょうよ」と告げてジャッキーと一騎討ちでの決着戦を希望。7月18日の神奈川・大和車体工業体育館大会にて、神取いわく「（ジャッキーの）心を折る」シュートマッチを仕掛けて腕を決め、ギブアップを奪った。神取はジャパン女子との決別を宣言。10月、プロレス界初のフリー宣言を行い、全日本女子プロレスのエースで絶大な人気を誇っていた長与千種との対戦を熱望して全女と交渉した。しかし、このフリー宣言に対してジャパン女子は、神取とは5年契約を結んでいたと主張し、その期間内に他団体のリングに上がることは問題になる場合があると警告した。神取は労働基準法に基づいた「1年以上の拘束の禁止」を理由に弁護士を立て自らの言い分を伝えたものの、ジャパン女子との間の話はまとまらなかった。このため、長与自身は乗り気だったにもかかわらず、全女側としても契約問題がクリアにならない事からゴーサインが出せず、結局長与が一度目の現役引退を決めたために神取が熱望していた対戦機会を失ってしまった。長与との対戦が不可能となった後、フリーランスとしてジャパン女子に戻るが、全女のリングには上がれず、ジャパン女子のリングにしか上がれない処遇となった。神取忍は、1987年以降の一連の出来事の挫折感をインタビューや自叙伝で「心が折れる」と表現した。この言葉は、神取や長与千種を取材した井田真木子のノンフィクション『プロレス少女伝説―新しい格闘をめざす彼女たちの青春』（1990年刊行）が初出とされ、気持ちが落ち込む際の表現として広く大衆に受け入れられた。後年には、国語辞典にも載る言葉となる。それまでは、気持ちが別のことに向かう意味や、気持ちが弱い状態を表す「心折れる」という古くからの表現しかなかった。

#### LLPW
ジャパン女子の崩壊を経て1992年8月29日LLPWの旗揚げに参加。旗揚げの動機は、風間ルミがジャパン女子解散直前に解雇され、このまま終わるのも悔しいと思ったことである。
1993年、団体対抗戦では「LLPW」を背負い、全女の北斗晶と対戦し2戦1勝1敗。デンジャラス・クイーンという北斗の異名のきっかけとなる流血試合を繰り広げる。
1994年、アメリカから帰国したブル中野とのチェーンデスマッチに挑む。敗れたものの、神取はこれを自身のキャリアでのベストマッチに挙げている。
1995年、女子初の総合格闘技L-1に参加。自分では優勝出来ると思っていた が、グンダレンコ・スベトラーナに敗れ準優勝。1998年の第2回大会で優勝。
1999年、格闘探偵団バトラーツのマッハ純二に勝利。また2000年、天龍源一郎とシングルで対戦し、TKOで敗北した。
2000年1月、『Physique 神取忍写真集』（バウハウス）にてセミヌードを披露。
2002年、LLPWの代表取締役に就任。
2005年3月5日、秋山準・森嶋猛のセコンドとしてプロレスリング・ノアに登場、相手セコンドの北斗晶と接触。「（対戦相手の）天龍源一郎と（セコンドの）北斗晶が一番嫌いな人を」と秋山準に請われてのものである。
2016年12月31日、RIZIN FIGHTING WORLD GRAND-PRIX 2016 無差別級トーナメント FINAL ROUNDにてギャビ・ガルシアと対戦予定であったが、肋骨骨折のため出場を辞退。神取に代わって、盟友の堀田祐美子が代役で出場した。
2017年12月29日に開催されるRIZIN FIGHTING WORLD GRAND-PRIX 2017 2nd ROUNDにて、改めてギャビ・ガルシアとの試合が組まれた。しかし、12月28日に行われた公開計量にて、ガルシアが契約体重の95kgを12.7kgもオーバーしてしまい中止となった。神取は試合当日ギリギリまで実現を叫んだが、統括本部長を務めた高田延彦は「現状ではやらせるわけにはいかない限界点に来ています。非常に危険も伴います」と見解を示した。関係者への聞き取り調査により、怠慢による体重オーバーではないことが確認されたため、試合中止に伴うペナルティーなどは課されない方向であった。
2021年、現在でもガルシアのと一戦を望んでいる。
後楽園ホール控え室のドアを破壊したという逸話を残すなど、女であるにもかかわらずその男っぷりのよさから、別名「女子プロレス最強の男」、「ミスター・女子プロレス」と呼ばれる。

### 政界入り
2004年7月、第20回参議院議員通常選挙に自由民主党公認で比例区から立候補したが、次点で落選。ちなみに、繰り上げ当選という制度の存在や、それにより自身が6年以内に参議院議員になるのが確実である事を後日ビートたけしのTVタックルで舛添要一に指摘されるまで知らなかった。
2006年9月28日、竹中平蔵が参議院議員を辞職したことにより自民党比例代表選出議員に欠員が発生し、10月4日に議員に就任した。同日、参議院議長は、本名の神取しのぶに代えて、神取忍を議員氏名として使用することを許可した。
自民党が野党に転じてからは、参議院環境委員会で米海軍厚木基地からの汚水流出事故などを挙げながら「米軍施設からの汚水に対して十分な対策ができることが国内法で担保されているのか」と環境大臣の小沢鋭仁を問いただした。
2010年7月、第22回参議院議員通常選挙に自民党公認で比例区から出馬するも落選。
後に政治家時代について神取は「政治の事を全く知らなかった」と発言。国会議員になる前から「引退したら国会議員になって日本の役に立ちたい」と周囲に漏らしていた神取は自民党から「やる気があれば公認を出す」という話が舞い込み安倍晋三とも面会。選挙1か月前の急ピッチな状況下で自民党のバックアップを受け臨むことになった。しかし、出馬会見で「年金を払っていなかった」と前代未聞の告白をして物議を醸すと、演説でも大雑把なことしか言えず落選。
その2年後に繰り上げ当選するも「国会での戦い方がわからなかった」と実力不足であったことを告白した。

#### 政策
- 毎日新聞の2010年参院選候補者アンケートでは選択的夫婦別姓制度に対して「反対」と回答した[43]。

### 政界引退以降
- 静岡県浜松市で活動する認定NPO法人魅惑的倶楽部の理事を務めている[44][45]。
- 2023年8月から静岡県駿東郡清水町で井上貴子と共に農場「カンドリーファーム」を作り、サツマイモ作りなどに取り組んでいる[46][47]。 2024年11月、東京ドームシティホールにて還暦祭を開催[48]。大会会場では清水町ふるさと大使を委嘱された[49][50]。

## 所属
- ジャパン女子プロレス（1986年 - 1987年）
- フリー（1988年 - 1992年）
- LLPW→LLPW-X（1992年 - ）

## 入場テーマ曲
- 初代 : GET IT BACK（竜童組）
- 2代目 : V.S. MYSELF (SHOW-YA)

## 得意技
- 神取スペシャルパート1

変形のコブラクラッチ。尻もちをついた相手の背後から相手の右腕に右足を引っかけてロックしてからのコブラクラッチ。
- 神取スペシャルパート2

リバースフルネルソン。
- 神取スペシャルパート3

飛びつき式の脇固め。
- 神取スペシャルパート4

相手の腕を取りながら極める膝十字固め。
- タイガードライバー
- 一本足頭突き

師匠藤原喜明直伝の技。
- 掌底
- チキンウィング・アームロック

柔道技でいうところの腕緘。
- キック

蝶野正洋のケンカキックや天龍源一郎の顔面蹴りのような荒々しいキックを好んで使う。

## タイトル歴
- UWA世界女子王座
- 太平洋岸タッグ王座
- LLPW認定シングル王座
- WWWA世界シングル王座
- 女子プロレス大賞

## メディア出演

### テレビ番組
- ガチンコ! 女子プロ学院コーチ (TBS)
- クイズ☆タレント名鑑 (TBS)
- 走れ公務員! - 具志川憲子（1998年10月 - 12月、フジテレビ）
- 有吉反省会[51]
- FUJIYAMA FIGHT CLUB
- ナカイの窓・スー女vsプ女子SP（2017年11月1日、日本テレビ）[52]

※ザラストヒーローヘラクレスの掟
ほか多数

### CM
- キリンビバレッジ
- シャローズグループ
  - 税理士紹介シャローズ「代表取締役ｖｓお悩み軍団編」（2005年3月 - ）
  - 税理士紹介シャローズ「心が折れていませんか編」（2005年7月 - ）

### 映画
- SAEKO（1994年）

### ミュージックビデオ
- SHOW-YA「V.S. MYSELF」（2013年）[53]
- AKB48「シュートサイン」（2017年） - ゴッド神取 役[54]

### ライブ
- 2017.4.28　abe gakk(キングレコード)メジャーデビュー記念ライブパーティー(エスパー伊東、楽しんご、タジマジック、渡辺一久と共演)

## 著書
- 『弱者の吠え方 : 神取流いじめ解消術』柏艪舎、2012年12月。978-4-434-17514-5。

## 写真集
- 渡会審二 写真『神取忍写真集 : Physique』バウハウス、2000年1月1日。